# Сулук, Оливия
Оливия Сулук (в замужестве — Любин; фр. Olive Soulouque; 1842, Гаити — 23 июля 1883) — принцесса империи Гаити, родная дочь императрицы Аделины и приёмная — императора Фостена I.

## Биография
Родилась в 1842 году. После самопровозглашения президента Гаити Фостена-Эли Сулука императором и его женитьбы на матери Оливии, будущей императрице Аделине, в 1850 году, была удочерена им, получив титул Её Высочества и став принцессой Гаити.
Вышла замуж за Амитье Любина (фр. Amitié Lubin, р. 1800), сына гаитянского придворного, графа Жана Филиппа Виль Любина. Дальнейшая судьба после замужества неизвестна.